# Isidor Triefus
Isidor Triefus (10. Juni 1845 in Steinbach am Glan – 17. November 1919 in Kaiserslautern) war ein deutscher Industrieller und der Begründer der Diamantschleiferei-Industrie in der Westpfalz.

## Leben
Im Jahr 1887 kaufte Isidor Triefus die zwischen Brücken und Ohmbach gelegene Neumühle, wo er im Februar 1888 die Diamantschleiferei in seinem Unternehmen begann. Damit legte er den Grundstein für ein Zentrum der deutschen Diamantindustrie. Die Bedeutung der von Isidor Triefus gegründeten Diamantschleiferei-Industrie wird auch in dem 1998 in Brücken eröffneten Diamantschleifermuseum gewürdigt.	
Am 19. Juni 1877 heiratete Isidor Triefus in Steinbach Regina May (geb. am 7. Juli 1852). Aus dieser Ehe entstammten mehrere Töchter und Söhne.
Ab 1904 lebte Isidor Triefus als Rentner in Kaiserslautern. Nach seinem Tod wurde er am 20. November 1919 auf dem jüdischen Friedhof in Kaiserslautern bestattet.

## Zeitungsbericht
Artikel in der Zeitschrift Der Israelit vom 18. September 1890:
„Gersheim, 31. August (1890). An der alten Glan-Straße, in der nahegelegenen, ehemaligen Neumühle befindet sich eine ganz interessante, eigenartige Industrie, meines Wissens einzig in ihrer Art in ganz Bayern. Herr Dreifuß (korrekt: Triefuß) aus Steinbach am Glan hat in derselben eine Diamantschleiferei eingerichtet, die jetzt schon etwa dreißig Arbeitern lohnende Beschäftigung bietet. Hier kann man den Diamanten, d. h. im rohen Zustande sehen, sowie auch in seiner Pracht und Herrlichkeit, nachdem er den nötigen 'Schliff' erhalten. Dieser erfolgt auf kreisenden, mit Diamantenstaub bestreuten Scheiben, deren Drehung um sich selbst eine so rasche (etwa 3000 Mal in der Minute!) ist, dass sie stille zu stehen scheinen!“